# Jan Bornoy

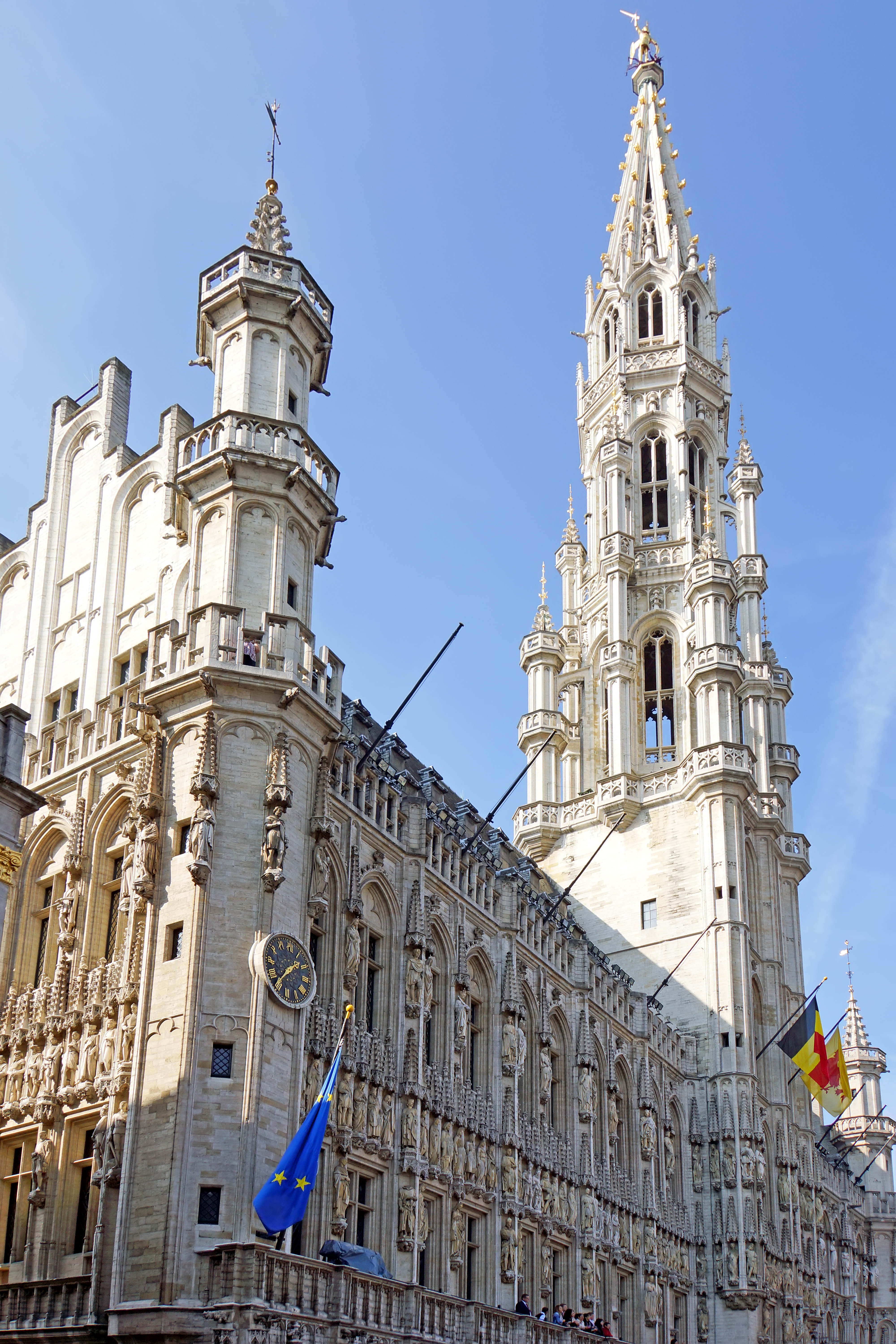
Het deel van het stadhuis waar Bornoy aan werkte. De torenspits werd later toegevoegd door Jan van Ruysbroeck.

Jan Bornoy was een Brabants steenhouwer uit de 15e eeuw. Hij werkte aan het stadhuis van Brussel (de huidige linkervleugel en torenromp) onder leiding van architect Jacob van Tienen. Allicht was het zijn taak om erop toe te zien dat de ontwerpen van Tienen gestalte kregen op de werf ("appelgeerder"). Van 1401 tot 1405 werden de zijgevel, linkervleugel en torenromp
opgetrokken. In een bewaarde stadsrekening uit 1405 zijn de daglonen van meester Jan Bornoy opgetekend, met 17 metsers, 4 steenhouwers en 27 opperknapen. Tot 1421 werd nog verder gewerkt aan de toren, waarna men het stadhuis als voltooid beschouwde (dus zonder de huidige spits en rechtervleugel).

## Voetnoten
1. ↑  Bij de uitbetaalden in oktober 1405: Item, meester Jan Bornoy, met 17 metseren, 4 houweren, ende 27 oppercnapen, van dachueren ghegeven binnen deser maent. Het "meester" is merkwaardig, want in de registers van de steenbickeleren verschijnt Bornoy pas in 1407 bij de gezworenen met meestertitel.